# Maroslele
Maroslele är en ort i Ungern.   Den ligger i provinsen Csongrád-Csanád, i den centrala delen av landet, 170 km sydost om huvudstaden Budapest. Maroslele ligger 75 meter över havet och antalet invånare är 2 157.